# 拓跋健
拓跋健（？—441年10月19日），魏明元帝拓跋嗣第五子，生母尹夫人，北魏宗室、官员。

## 生平

### 封王
泰常七年夏四月甲戌（422年5月8日），拓跋健被封永昌王，加号抚军大将军。拓跋健身材魁梧强壮，善于骑马射箭，通晓兵法，各处征战常有大功，才能武艺可比陈留桓王拓跋虔，智谋却超过了拓跋虔。

### 西征胡夏
始光四年（427年），拓跋健跟随魏太武帝拓跋焘攻击胡夏赫连昌。六月，魏军抵达统万城，魏太武帝派遣拓跋健和娥清分兵五千骑兵，向西掠夺胡夏的居民，于是拓跋健向西进攻到木根山。

### 讨伐北燕
延和元年（432年）七月，魏太武帝亲自带兵征讨北燕的和龙。八月，魏太武帝诏令平东将军贺多罗在猴固攻打北燕带方郡太守慕容玄，拓跋健攻打建德，骠骑大将军、乐平王拓跋丕攻打冀阳，三路军队都攻下城池，取得俘虏，赐给将士多少不等。延和元年十二月，冯崇占据辽西郡归降北魏，燕昭成帝冯弘派遣将领封羽围困冯崇，魏太武帝诏令拓跋健都督各路军队前往援救。延和二年春正月乙卯（433年2月20日），拓跋健都督北魏各路军队救援被北燕围困的辽西郡。延和二年（433）六月，魏太武帝派遣拓跋健和尚书左仆射安原都督各路军队讨伐和龙。延和三年六月辛亥（437年7月25日），拓跋健和司空汝阴公长孙道生、侍中古弼都督各路军队讨伐和龙，北燕固守城池，魏军割掉北燕种的谷物，迁徙百姓返回。

### 平定山胡
太延三年七月戊子（437年8月31日），魏太武帝派遣拓跋健和司空上党王长孙道生，在西河平定叛乱胡人白龙的残余党徒，将他们消灭。

### 北征柔然
太延四年七月，魏太武帝亲率军队抵达五原，派乐平王拓跋丕和河东公贺多罗统帅十五个将军从东道出兵，永昌王拓跋健和宜都王穆寿统帅十五个将军从西道出兵，魏太武帝从中道出兵，进攻柔然，北魏军队翻越涿邪山，返回时魏太武帝诏令拓跋健行军位于最后。柔然一万骑兵追击北魏军队，拓跋健与数十骑兵攻击，箭无虚发，所射中的人都随着弦声而死，柔然于是退兵，拓跋健声威震动漠北。

### 讨伐北凉
太延五年，魏太武帝拓跋焘亲征北凉，秋七月己巳（439年8月2日），北魏军队抵达上郡属国城，大宴群臣，练习骑马射箭。七月壬午（439年8月15日），北魏留下车辆物资，分别部署各路军队，以拓跋健和尚书令、钜鹿公刘洁都督各路军队，与常山王拓跋素分兵两路同时进军，担任前锋，骠骑大将军、乐平王拓跋丕和太宰、阳平王杜超都督平涼、鄜城各路军队为后续部队。八月甲午（439年8月27日），拓跋健收获北凉牛马畜产二十多万头。平定凉州，拓跋健功劳最多。

### 平定秃发
太延六年四月丙戌（440年6月14日），魏太武帝诏令拓跋健都督略阳王拓跋羯儿和安南将军渔阳公尉眷等各路军队讨伐反叛的秃发保周。太平真君元年七月己丑（440年8月16日），拓跋健抵达番禾，和尉眷击败秃发保周，秃发保周逃走，拓跋健派遣尉眷追击秃发保周。秃发保周之后自杀，首级被传送到京城。

### 降服沮渠
太平真君元年八月甲申（440年10月10日），沮渠无讳派遣中尉梁伟拜谒拓跋健请求投降，送归酒泉郡，又将俘虏的弋阳公拓跋洁及北魏军士送到拓跋健军中。

### 去世
太平真君二年九月戊戌（441年10月19日），拓跋健在没有生病的情况下去世，谥号莊王，儿子拓跋仁继承了爵位。

## 儿子
- 拓跋仁，北魏征西大将军、永昌王

## 延伸阅读
[在维基数据编辑]
 《魏書·卷17》，出自魏收《魏书》
 《北史·卷016》，出自李延壽《北史》